# Gutenbergdiscontinuïteit
De Gutenbergdiscontinuïteit, afgekort tot G-discontinuïteit, is een seismische discontinuïteit op de overgang tussen de lithosfeer en asthenosfeer in het binnenste van de Aarde. Onder continenten is de discontinuïteit vaak niet of minder uitgesproken aanwezig. De Gutenbergdiscontinuïteit is naar Beno Gutenberg 1889–1960 genoemd, een seismoloog uit Duitsland, die in 1930 naar de Verenigde Staten is verhuisd. Dit artikel gaat over de Gutenbergdiscontinuïteit in de bovenmantel. In oudere literatuur werd Gutenbergdiscontinuïteit ook voor de grens tussen de aardkern en de aardmantel gebruikt, maar die wordt nu de Wiechert-Gutenbergdiscontinuïteit genoemd.
Op de G-discontinuïteit nemen seismische snelheden naar beneden gezien beduidend af. Vanwege het ontbreken van de discontinuïteit onder continenten, wordt de discontinuïteit alleen onder oceanische lithosfeer als zodanig benoemd. Onder continenten wordt meestal gesproken van de lithosfeer-asthenosfeergrens, omdat hier geen duidelijke snelle afname van de seismische snelheid wordt gemeten. Fysisch gezien wordt de snelheidsafname veroorzaakt door het partieel gesmolten karakter van de asthenosfeer. Daarom zijn in de bovenmantel heersende temperatuursverschillen van invloed op de diepte van de discontinuïteit: als hogere temperaturen heersen zal het smeltproces ondieper beginnen. Onder continenten die uit zeer oude, afgekoelde korstgesteenten bestaan ligt de discontinuïteit rond de 110 km diepte, als ze überhaupt voorkomt. Onder kratons, zeer oude stukken continent, kan de diepte tot 150 km toenemen. Onder oceanische gebieden is de Aarde aanzienlijk jonger en warmer en ligt de G-discontinuïteit rond de 60 tot 90 km diep. Onder mid-oceanische ruggen ligt de discontinuïteit zeer ondiep, hoe verder van de mid-oceanische rug af, hoe meer de lithosfeer is afgekoeld en hoe dieper de G-discontinuïteit ligt. De diepte van de discontinuïteit kan daarom worden gebruikt om de relatieve ouderdom van oceanische lithosfeer te bepalen.